# Saksen (deelstaat)
De Vrijstaat Saksen (Duits: Freistaat Sachsen, Oppersorbisch: Swobodny stat Sakska, Nedersorbisch: Zwězkowy kraj Sakska) is een deelstaat in het oosten van Duitsland. De hoofdstad is Dresden. 
De deelstaat heeft een oppervlakte van 18.450,01 km² en 4.056.941 inwoners (31 december 2020). Op 31 december 2018 had 4,89% van de inwoners een niet-Duits staatsburgerschap (198.558 niet-Duitsers) en hadden 1.060 inwoners het Nederlandse staatsburgerschap.

## Geografie
Saksen grenst aan (van het oosten met de klok mee) Polen, Tsjechië en aan de Duitse deelstaten Beieren, Thüringen, Saksen-Anhalt en Brandenburg.
De hoofdstad is Dresden. Andere belangrijke steden zijn Leipzig, Chemnitz en Zwickau.
Hoogste berg is de Fichtelberg met 1215 m, gelegen bij Oberwiesenthal en Bärenstein.

## Geschiedenis van de Vrijstaat Saksen
De eerste Vrijstaat Saksen ontstond in 1918 nadat koning Frederik August III aftrad en het Koninkrijk Saksen werd opgeheven. In 1945 ontstond de deelstaat Saksen als onderdeel van de door de Sovjet-Unie bezette zone en omvatte het grondgebied van de voormalige vrijstaat en delen van de Pruisische provincie Silezië ten westen van de rivier de Neisse. In 1952 werd de deelstaat Saksen opgeheven en opgedeeld in drie kleinere districten van de Duitse Democratische Republiek (DDR): Leipzig, Dresden en Karl-Marx-Stadt (Chemnitz).
De deelstaat Saksen werd via het grondwetsartikel voor de vorming van deelstaten in de voormalige DDR van 22 juli 1990 opnieuw opgericht. De wet trad in werking op 3 oktober 1990 (Dag van de Duitse Hereniging). Met het toetreden van de DDR tot het grondwettelijke gebied van de Duitse Bondsrepubliek werd de deelstaat Saksen weer de Vrijstaat Saksen.

## Bestuurlijke indeling
Saksen was sinds de herindeling van Saksen in 2008 onderverdeeld in drie Direktionsbezirke (bestuurlijke regio's), tien Landkreisen en drie kreisfreie steden. Voor de herindeling was Saksen onderverdeeld in drie Regierungsbezirke, 22 Landkreisen en zeven kreisfreie steden. De Direktionsbezirke zijn in 2011 alweer opgeheven.

### Landkreise
- Bautzen (Budyšin) (BZ)
- Erzgebirgskreis (ERZ)
- Görlitz (Zhorjelc) (GR)
- Leipzig (L)
- Meißen (MEI)
- Mittelsachsen (FG)
- Nordsachsen (TDO)
- Sächsische Schweiz-Osterzgebirge (PIR)
- Vogtlandkreis (V)
- Zwickau (Z)

### Kreisfreie Städte
- Chemnitz (C)
- Dresden (DD)
- Leipzig (L)

### Voormalige Direktionsbezirke
- Chemnitz
- Dresden
- Leipzig

### Indeling tussen 1994 en 2008
Regierungsbezirke (bestuurlijke regio's)
- Chemnitz
- Dresden
- Leipzig

Landkreise 
1. Annaberg
2. Aue-Schwarzenberg
3. Bautzen (Budyšin)
4. Chemnitzer Land
5. Delitzsch
6. Döbeln
7. Freiberg
8. Kamenz (Kamjenc)
9. Leipziger Land
10. Löbau-Zittau (Lubij-Žitawa)
11. Meißen (Mišno)
12. Mittlerer Erzgebirgskreis
13. Mittweida
14. Muldentalkreis
15. Niederschlesischer Oberlausitzkreis
16. Riesa-Großenhain
17. Sächsische Schweiz
18. Stollberg
19. Torgau-Oschatz
20. Vogtlandkreis
21. Weißeritzkreis
22. Zwickauer Land

Kreisfreie Städte
- Chemnitz
- Dresden (Drježdźany)
- Görlitz (Zhorjelc)
- Hoyerswerda (Wojerecy)
- Leipzig
- Plauen
- Zwickau

## Politiek

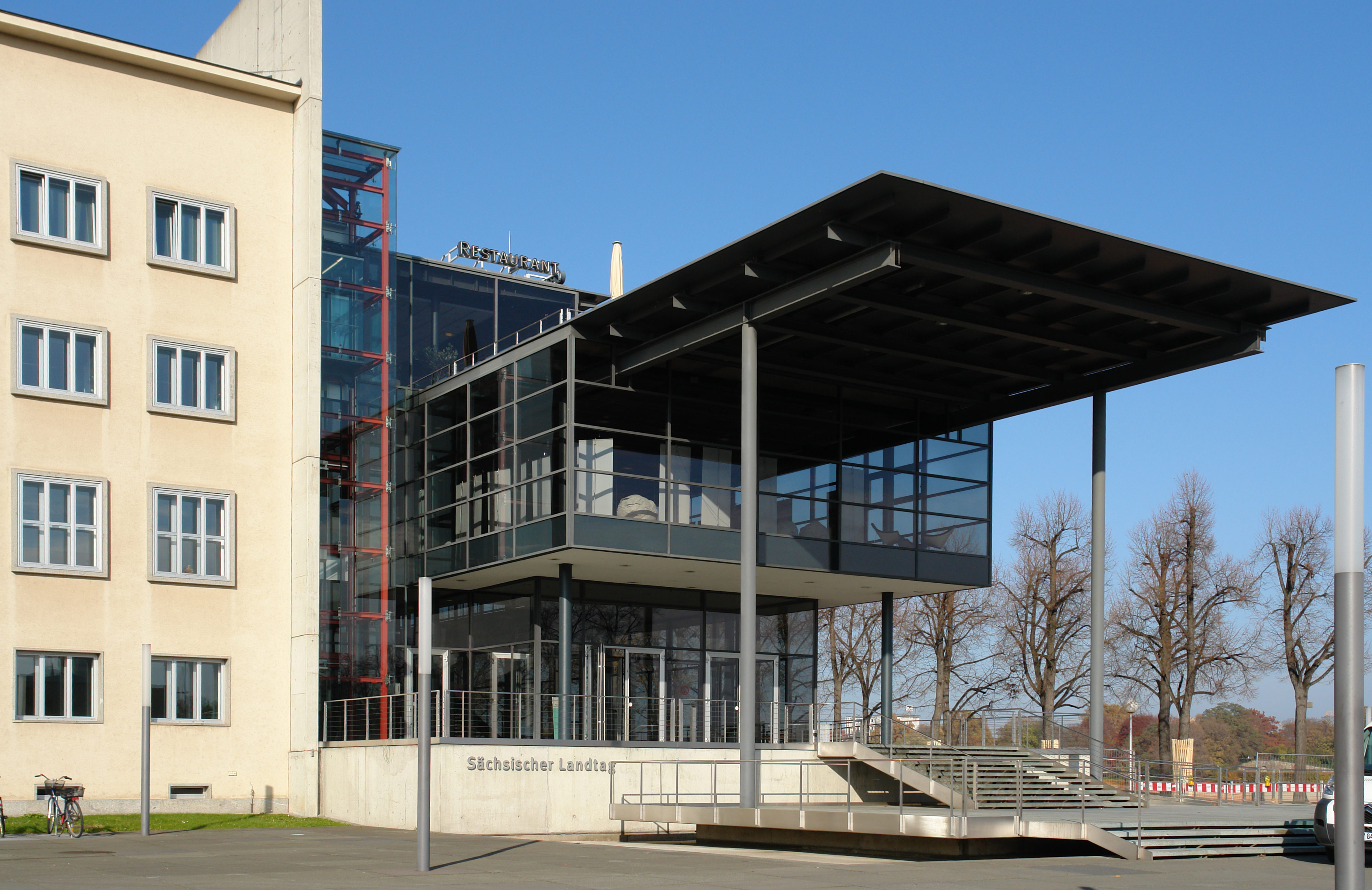
Het parlementsgebouw in Dresden

De wetgevende macht van de deelstaat Saksen ligt bij de Landdag, die gehuisvest is in een nieuwbouwcomplex aan de oever van de Elbe in het centrum van Dresden. Sinds de meest recente verkiezingen (in september 2024) telt het parlement 120 zetels. Verkiezingen voor de Landdag vinden om de vijf jaar plaats. De christendemocratische CDU is sinds 1990 steevast de grootste partij in Saksen en zetelde sindsdien in alle regeringen. Na de verkiezingen van 2024 vormde de CDU een minderheidsregering met de SPD onder leiding van minister-president Michael Kretschmer.

### Ministers-presidenten
- 1945–1947: Rudolf Friedrichs (SPD/SED)
- 1947–1952: Max Seydewitz (SED)
- 1990–2002: Kurt Biedenkopf (CDU)
- 2002–2008: Georg Milbradt (CDU)
- 2008–2017: Stanislaw Tillich (CDU)
- 2017–heden: Michael Kretschmer (CDU)

 Baden-Württemberg ·  Beieren ·  Berlijn ·  Brandenburg ·  Bremen ·  Hamburg ·  Hessen ·  Mecklenburg-Voor-Pommeren ·  Nedersaksen ·  Noordrijn-Westfalen ·  Rijnland-Palts ·  Saarland ·  Saksen ·  Saksen-Anhalt ·  Sleeswijk-Holstein ·  Thüringen